# Pseudagrion pontogenes
Pseudagrion pontogenes är en trollsländeart som beskrevs av Friedrich Ris 1915. Pseudagrion pontogenes ingår i släktet Pseudagrion och familjen dammflicksländor. IUCN kategoriserar arten globalt som sårbar. Inga underarter finns listade i Catalogue of Life.